# Ajoie

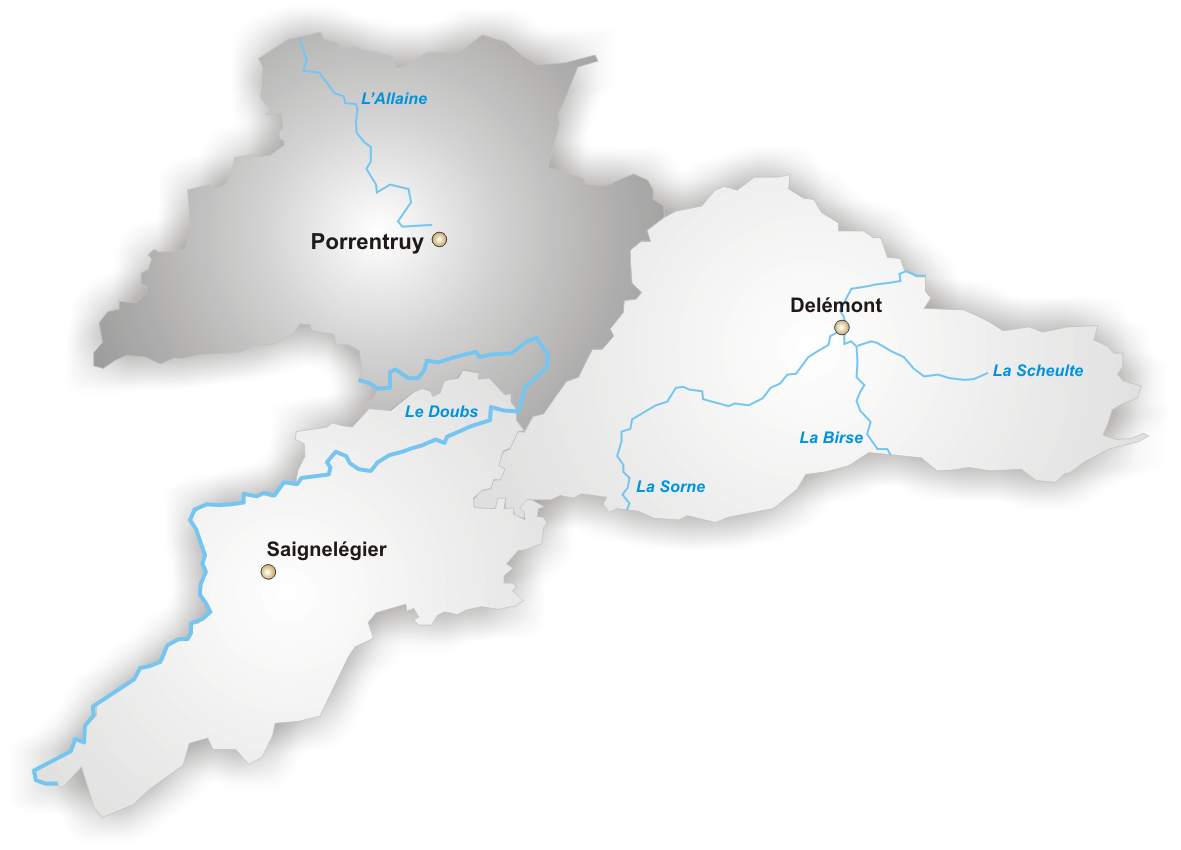
Mapa del distrito de Porrentruy que se corresponde con el Ajoie.

Ajoie (en alemán: Elsgau, aunque poco usado) es una región del extremo noroeste de Suiza, situada en el cantón del Jura (distrito de Porrentruy), abarca un área de unos 300 km².
El Ajoie forma parte de las montañas y colinas del Jura tabular y está compuesto por seis zonas geográficas : 
- El valle de Vendline en el noreste, con las les comunas de Vendlincourt, Bonfol y Beurnevésin,
- la Baroche en el este, con Miécourt, Charmoille, Fregiécourt, Pleujouse y Asuel,
- el flanco del Monte Terrible (Mont Terri/Schreklichberg) en el sur, con Cornol, Courgenay, Fontenais y Bressaucourt,
- el Alto Ajoie (Haute-Ajoie) en el oeste, con Courtedoux, Chevenez, Rocourt, Roche-d'Or, Réclère, Damvant, Grandfontaine, Fahy y Bure,
- el valle del Allaine en el centro y norte, con Alle, Porrentruy, Courchavon, Courtemaîche, Montignez, Buix y Boncourt,
- el valle de la Coeuvatte al norte, con Coeuve, Damphreux y Lugnez.

El territorio posee un clima continental moderado de inviernos fríos, con altitudes que van de los 400 a 600 m s. n. m., la flora natural está compuesta por coníferas (abetos) y caducifolias (robles, hayas) aunque en las zonas bajas prosperan viñedos. La geología tiene como característica principal el macizo del Monte Terrible por el cual se abre paso el río Allaine que, siguiendo dirección noroeste afluye al Doubs, también son interesantes las grutas de Réclère.
Todos los años durante el mes de noviembre se realizan los festejos de la fiesta gastronómica de San Martín, la cual resulta una ocasión en la que se evidencian las tradiciones y los productos del Ajoie. 